# Salganea evansi
Salganea evansi är en kackerlacksart som beskrevs av Roth, L. M. 1979. Salganea evansi ingår i släktet Salganea och familjen jättekackerlackor. Inga underarter finns listade i Catalogue of Life.